# Содас (Њујорк)
Содас (енгл. Sodus) град је у америчкој савезној држави Њујорк.

## Демографија
По попису из 2010. године број становника је 1.819, што је 84 (4,8%) становника више него 2000. године.
| Група             | 2000.         | 2010.         |
| Белци             | 1.349 (77,8%) | 1.296 (71,2%) |
| Афроамериканци    | 251 (14,5%)   | 286 (15,7%)   |
| Азијати           | 13 (0,7%)     | 11 (0,6%)     |
| Хиспаноамериканци | 67 (3,9%)     | 153 (8,4%)    |
| Укупно            | 1.735         | 1.819         |